# Epidesma thetis
Epidesma thetis là một loài bướm đêm thuộc phân họ Arctiinae, họ Erebidae.